# Aquilaria rostrata
Aquilaria rostrata är en tibastväxtart som beskrevs av Ridley. Aquilaria rostrata ingår i släktet Aquilaria och familjen tibastväxter. Inga underarter finns listade i Catalogue of Life.